# غريغ شامبرز
غريغ شامبرز هو لاعب هوكي الجليد كندي، ولد في 14 نوفمبر 1982 في تورونتو في كندا.

## وصلات خارجية
- غريغ شامبرز على موقع دوري الهوكي الوطني (الإنجليزية)
- غريغ شامبرز على موقع EliteProspects.com (الإنجليزية)
- غريغ شامبرز على موقع Eurohockey.com (الإنجليزية)
- غريغ شامبرز على موقع HockeyDB.com (الإنجليزية)